# Dwóch szlachetnych krewnych
Dwóch szlachetnych krewnych (ang. The Two Noble Kinsmen) – komedia autorstwa Williama Shakespeare’a, po raz pierwszy opublikowana w 1634 roku.
Wydanie to stwierdza, że autorami są John Fletcher i William Szekspir. Szekspir jest autorem dramatycznego wątku emocjonalnego, zaś Fletcher opisał wiejskie zawody i wątki drugoplanowe.
Przyjmuje się, że komedia ta została napisana około roku 1614 (wtedy też odbyła się jej prawdopodobna premiera w Blackfriars Theatre), gdyż istnieją liczne powiązania między nią a innymi utworami napisanymi w tamtym okresie. Źródłem do jej napisania był jeden z utworów Geoffreya Chaucera – Opowieści rycerza. Nie ma źródeł świadczących o wystawianiu sztuki między XVII wiekiem a początkiem XX wieku.
Polskie tłumaczenie tytułu jest autorstwa Doroty Koper i Rafała Morusiewicza.
Pierwszy polski przekład całego tekstu wykonała Anna Wojtyś. Na jego podstawie 18.12.2016 roku odbyła się prapremiera polska spektaklu „Dwóch szlachetnych krewnych” w Teatrze Dzieci Zagłębia im. Jana Dormana w Będzinie w reżyserii Gabriela Gietzky’ego. Przekład tekstu został wydany w roku 2017 jako 41 tom kolekcji Williama Szekspira wydawnictwa Hachette Polska.

## Fabuła
Palamon i Arcite, kuzyni i bliscy przyjaciele, są więzieni w Atenach po wojennej porażce ich rodzinnych Teb. Obaj zakochują się w Emilii, co doprowadza do tego, że ich przyjaźń zamienia się w rywalizację.
Arcite zostaje zwolniony z więzienia i zostaje wygnany. Postanawia jednak wrócić, aby starać się uwieść Emilię. W międzyczasie, na wolność wydostaje się także Palamon. Postanawiają rozstrzygnąć swój spór na drodze pojedynku.
Przed turniejem Arcite modli się, aby odniósł sukces w walce; Palamon w swojej modlitwie prosi o to, żeby poślubił Emilię; Emilia zaś modli się o to, żeby poślubił ją ten, który kocha ją najbardziej. Każda z modlitw zostaje wysłuchana: Arcite wygrywa walkę, jednak spada z konia i umiera, dzięki czemu Palamon może poślubić Emilię.
W epilogu dramatopisarz umieścił m.in. następujący tekst:

Nigdy fortuna w grę

Przewrotniejszą nie zagrała.

Triumfuje pokonany,

Zwycięzca poniósł stratę;

a tymczasem

Najbardziej sprawiedliwi są

bogowie...